# Świadkowie Jehowy w Szwajcarii
Świadkowie Jehowy w Szwajcarii – społeczność wyznaniowa w Szwajcarii, należąca do ogólnoświatowej wspólnoty Świadków Jehowy, licząca w 2023 roku 20 024 głosicieli, należących do 258 zborów. W 2023 roku na dorocznej uroczystości Wieczerzy Pańskiej zgromadziło się 32 786 osób. Od 2012 roku działalność miejscowych głosicieli koordynuje Środkowoeuropejskie Biuro Oddziału w Selters w Niemczech. Biuro Krajowe mieści się w Thun.

## Historia

### Początki

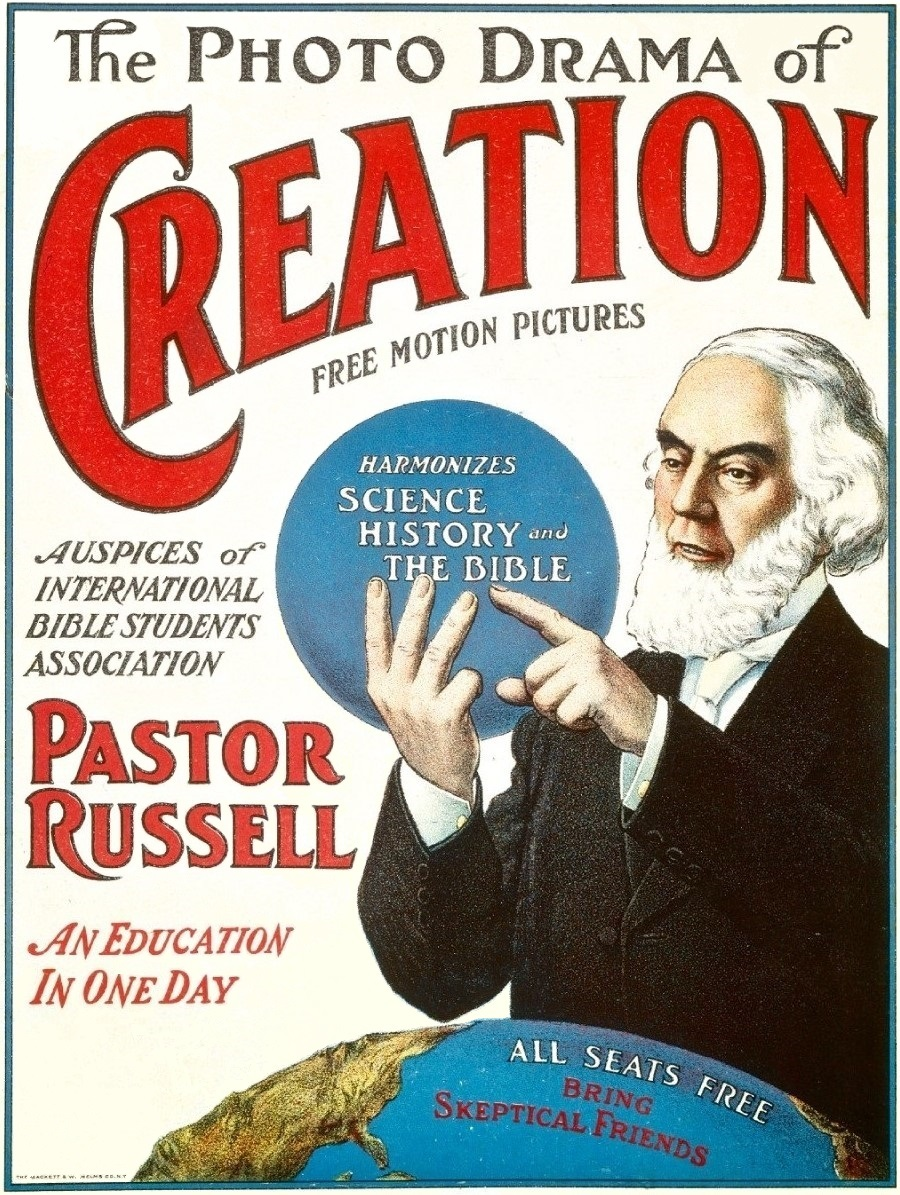
W 1914 roku rozpoczęto wyświetlanie Fotodramy stworzenia we wszystkich szwajcarskich miastach

W 1891 roku w trakcie podróży do Europy i na Bliski Wschód Berno w Szwajcarii odwiedził Charles Taze Russell. W roku 1901 do kraju powrócił ze Stanów Zjednoczonych Szwajcar Adolf Weber, który rozpoczął tłumaczenie na język francuski publikacji Towarzystwa Strażnica i podjął działalność kaznodziejską we Francji, Belgii i północnych Włoszech. W 1903 roku otwarto Środkowoeuropejskie Biuro Oddziału Towarzystwa Strażnica w Yverdon. W 1905 roku E. Bente, objął wakat dyrektora w warszawskiej fabryce koronek i zaczął prowadzić działalność kaznodziejską w Polsce. W roku 1910 w trakcie europejskiej podróży C.T. Russell w Bernie przemawiał do grupy współwyznawców z Francji i Niemiec, a następnie w Zurychu do grona współwyznawców z Niemiec i Szwajcarii.
W roku 1912 Charles Taze Russel upoważnił Alexandre F.L. Freytaga do sprawowania nadzoru nad działalnością Badaczy Pisma Świętego we Francji i w Belgii poprzez Biuro Oddziału w Genewie. Z tego upoważnienia wydawał również francuską edycję „Strażnicy” tłumaczoną z języka angielskiego oraz tomy „Wykładów Pisma Świętego”. Nadużywając posiadane uprawnienia, Freytag zaczął drukować literaturę, w której przedstawiał własne poglądy, za co został usunięty ze stanowiska nadzorcy oddziału. Odrzucił on literaturę Towarzystwa Strażnica i założył własne zbory. Towarzystwo Strażnica rozwiązało biuro w Genewie i utworzyło nowe w Bernie kierowane przez Ernsta Zaugga, a podlegające pod biuro w Niemczech.
W 1914 roku rozpoczęto wyświetlanie „Fotodramy stworzenia” we wszystkich szwajcarskich miastach. W Bernie obejrzało ją jednorazowo 12 000 widzów. 
W roku 1920 z wizytą w Szwajcarii przebywał Joseph Franklin Rutherford, utworzył w Szwajcarii Środkowoeuropejskie Biuro Towarzystwa Strażnica. W 1925 roku otwarto Dom Biblijny, który rozpoczął drukowanie pół miliona książek i milion broszur rocznie w 16 językach. W kwietniu tego samego roku otwarto nowe Biuro Oddziału w Thun. We wrześniu 1925 roku w czasie podróży z Polski do Stanów Zjednoczonych w miejscowym Betel złożył wizytę Wacław Wnorowski, gdzie w marcu zaczęto drukować „Złoty Wiek” w języku polskim.
11 listopada 1927 roku Federalny Sąd Najwyższy Szwajcarii uznał legalność działalności kaznodziejskiej i rozpowszechniania publikacji Towarzystwa Strażnica.
W 1930 roku z wizytą w Szwajcarii przebywał Joseph Franklin Rutherford. Trzy lata później szwajcarskie Biuro Oddziału przejęło nadzór nad działalnością w Niemczech z powodu delegalizacji Świadków Jehowy przez Hitlera. W 1931 roku Środkowoeuropejskie Biuro Oddziału w Bernie w Szwajcarii opracowali dla innych krajów podobne programy do filmu Dramat stworzenia. Wraz ze zmieniającą się sytuacja w Europie, w tym filmie uwzględniano bieżące wydarzenia. Kiedy rodzina Świadków Jehowy o nazwisku Denz przemyciła z Niemiec do Szwajcarii raporty o prześladowaniu Świadków Jehowy, te informacje znalazły się w tym filmie. Pokazano w nim również informację, że duchowni poparli partię nazistowską. Kiedy rozpoczęły się prześladowania Świadków Jehowy z powodu ich neutralności, również ukazano to w projekcji. W ostatnim sprawozdaniu tuż przed wybuchem II wojny światowej, w Szwajcarii odbyło się 20 projekcji tego filmu, które obejrzało 19 tysięcy widzów. W 1934 roku rozpoczęto pomoc humanitarną dla prześladowanych niemieckich współwyznawców. W dniach od 7 do 9 września 1934 roku kongres w Bazylei poświęcony sytuacji w Niemczech. W tym samym roku rozpoczęto także na szeroką skalę działalność kaznodziejską za pomocą gramofonów. Zorganizowano również szkółki niedzielne dla dzieci Świadków Jehowy, które były w tym okresie masowo usuwane ze szkół.
W dniach od 4 do 7 września 1936 roku w Lucernie odbył się kongres międzynarodowy. Kongres ten zwrócił uwagę władz na represje i prześladowania, jakim są poddawani Świadkowie Jehowy w Gdańsku. W kongresie udział wzięło 3500 delegatów z 17 krajów. Szwajcarię ponownie odwiedził J.F. Rutherford; w Steffisburgu koło Thun otwarto Farmę Towarzystwa. Zorganizowano kongres międzynarodowy z udziałem 10 tysięcy obecnych. W roku 1937 żołnierze skonfiskowali literaturę Świadków Jehowy, a trzy lata później skonfiskowano ją również w Biurze Oddziału, które zamknięto; wówczas rozpoczęto działalność w podziemiu. We wrześniu 1942 roku w Zurychu zorganizowano kongres pod hasłem „Nowy świat”, w którym uczestniczyło 2300 osób.
W 1944 Biuro Oddziału otwarto ponownie.

### Powojenny rozwój działalności
W 1945 w Bernie przemawiał Nathan H. Knorr. W okresie II wojny światowej liczba głosicieli wzrosła dwukrotnie. Po wojnie w działalności kaznodziejskiej uczestniczyło 1462 głosicieli. Rok później zorganizowano pomoc humanitarną dla współwyznawców z Niemiec.
W 1947 roku kraj ponownie odwiedził Nathan H. Knorr. W kongresie pod hasłem „Rozrost wszystkich narodów”, który się odbył w dniach od 23 do 26 maja 1947 roku w Zurychu, uczestniczył Nathan H. Knorr, F. Franz, H. Covington i M. Henschel. Liczba obecnych wyniosła 1540 osób. Przybyli delegaci z Anglii, Francji, Holandii, Luksemburga, Niemiec, Włoch i innych krajów. W tym samym roku do Szwajcarii przyjechali pierwsi misjonarze absolwenci Szkoły Gilead.
W 1950 roku liczba głosicieli przekroczyła 2000 osób. Rok później po raz kolejny Szwajcarię odwiedził N.H. Knorr.
W 1960 roku liczba głosicieli wynosiła ponad 5000. W 1965 roku w Bazylei odbył się kongres międzynarodowy pod hasłem „Słowo prawdy” z udziałem 2000 delegatów z Hiszpanii i Portugalii, gdzie byli prześladowani ze względów religijnych. Cztery lata później w kraju powstały pierwsze zbory hiszpańsko- i włoskojęzyczne.
W 1974 roku liczba głosicieli przekroczyła 10 tysięcy.
W 1985 roku na kongresie pod hasłem „Lud zachowujący prawość” w Zurychu, wśród 20 601 osób było 1800 delegatów ze Stanów Zjednoczonych, Kanady i Wielkiej Brytanii. W 1988 roku liczba głosicieli przekroczyła 15 000.

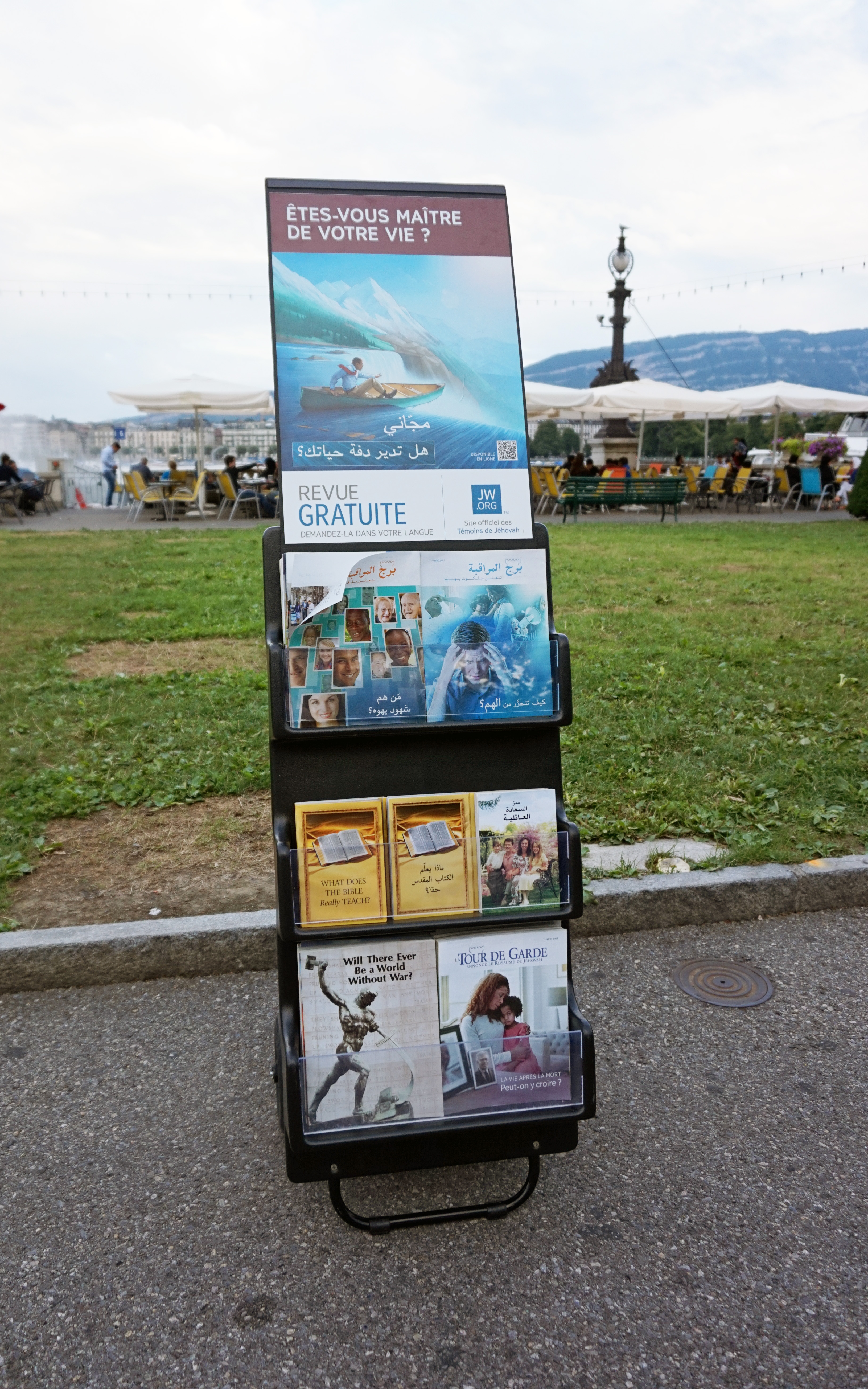
Działalność kaznodziejska z publikacjami Świadków Jehowy w Genewie

W latach 90. XX wieku i na początku XXI wieku zorganizowano pomoc humanitarną dla współwyznawców z Ukrainy, z Rwandy, Konga i Tanzanii. Od maja 1995 roku do kwietnia 1996 roku zorganizowano objazdową wystawę „Relacja Świadków” dotyczącą prześladowań Świadków Jehowy w okresie nazizmu. W roku 1997 zanotowano liczbę 18 634 głosicieli.
W 2000 roku na konferencji medycznej w Genewie zaprezentowano film Strategie alternatywne zamiast transfuzji – proste, bezpieczne, skuteczne. W roku 2003 w Genewie odbył się kongres międzynarodowy pod hasłem „Oddajcie chwałę Bogu”.
W 2012 roku nadzór nad działalnością miejscowych głosicieli przejęło Środkowoeuropejskie Biuro Oddziału w Niemczech. 
W maju 2018 roku zorganizowano specjalną weekendową ogólnokrajową kampanię ewangelizacyjną.
Delegacje ze Szwajcarii brały udział w kongresach specjalnych, w 2015 roku („Naśladujmy Jezusa!”) w Gandawie w Belgii, w 2016 roku („Lojalnie trwajmy przy Jehowie!”) w holenderskim Utrechcie, w 2017 roku („Nie poddawaj się!”) we włoskim Mediolanie, a w 2019 roku w kongresach międzynarodowych pod hasłem „Miłość nigdy nie zawodzi!” w Johannesburgu i Manili.
Z powodu pandemii COVID-19 zaplanowany na lipiec 2020 roku kongres specjalny pod hasłem „Zawsze się radujcie!” w Zurychu został odwołany.
W 2021 roku osiągnięto liczbę 19 530 głosicieli.
19–21 lipca 2024 roku w Zurychu zorganizowano kongres specjalny pod hasłem „Głośmy dobrą nowinę!” z udziałem zagranicznych delegatów m.in. z Australii, Austrii, Świadkowie Jehowy w Chorwacji, Francji, Luksemburga, Niemiec, Serbii, Stanów Zjednoczonych, Tajwanu, Trynidadu i Tobago, Ukrainy i Włoch. W tym samym roku delegacje ze Szwajcarii uczestniczyły w kongresach specjalnych w Czechach, we Francji i w Stanach Zjednoczonych.

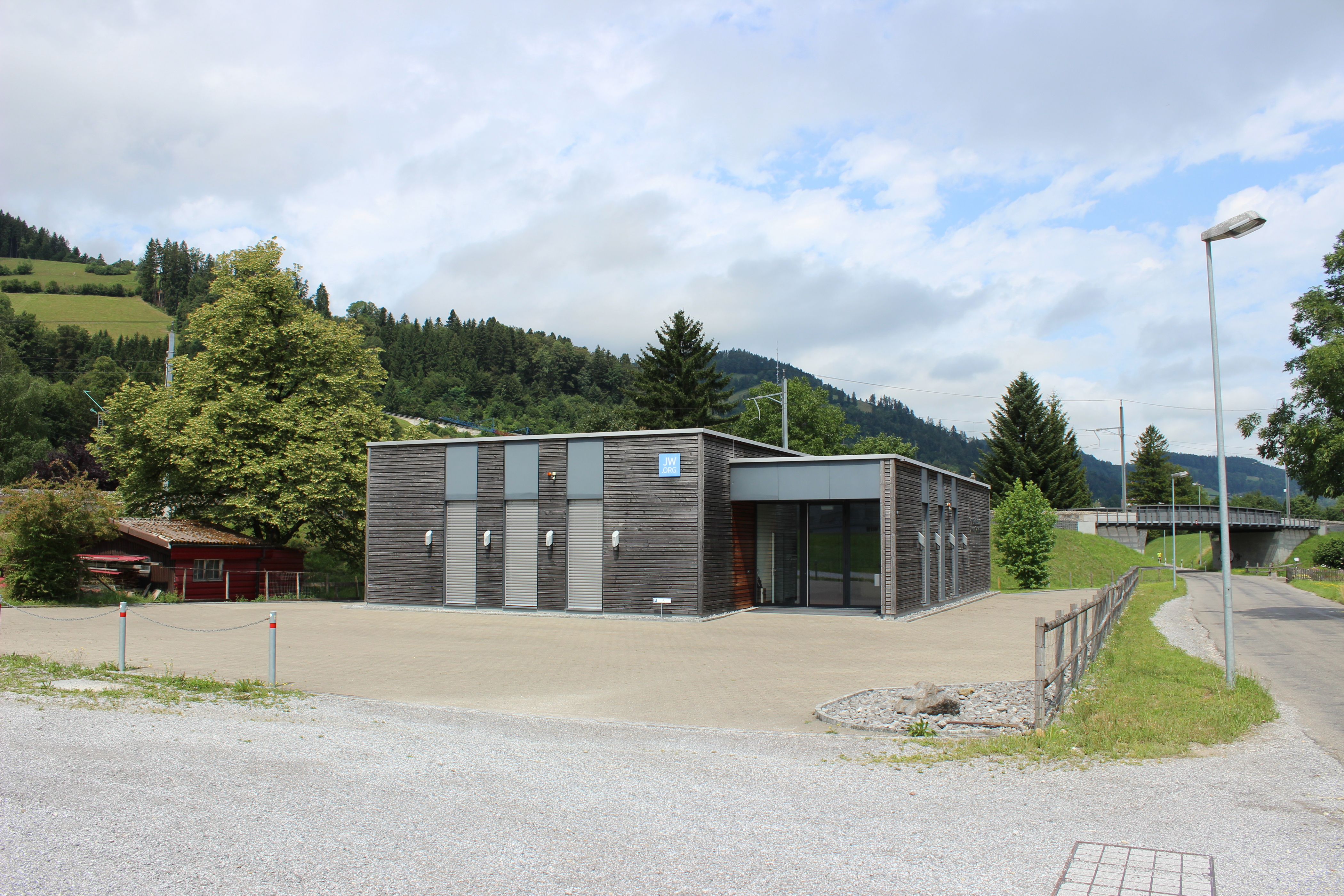
Jedna z 83 Sal Królestwa w Szwajcarii

Kongresy w Szwajcarii odbywają się w językach: angielskim, francuskim, hiszpańskim, niemieckim, portugalskim i włoskim, a zebrania zborowe w 26 językach. W 2023 roku w Szwajcarii działały 83 Sale Królestwa.

## Grupa polskojęzyczna
Do 2022 roku grupa polskojęzyczna działała w Liebefeld koło Berna.